# Верхние Липки
Ве́рхние Ли́пки — хутор во Фроловском районе Волгоградской области России. Входит в Краснолиповское сельское поселение.

## География
Населённый пункт находится в 21 км юго-восточнее города Фролово.

## Инфраструктура
В хуторе есть школа, медучреждение, элеватор. Хутор газифицирован, есть водопровод, нет асфальта (хутор находится на трассе Лог—Фролово).
Близ данного поселения находится железнодорожная станция Липки (линия Поворино—Волгоград-1).
Рядом с хутором есть пруд Паницкий.